# Дибовиця
Ди́бовиця (болг. Дъбовица) — село в Бургаській області Болгарії. Входить до складу общини Сунгурларе.

## Населення
За даними перепису населення 2011 року у селі проживали 47 осіб, усі — болгари.
Розподіл населення за віком у 2011 році:
Динаміка населення: